# Geranylpyrofosfát

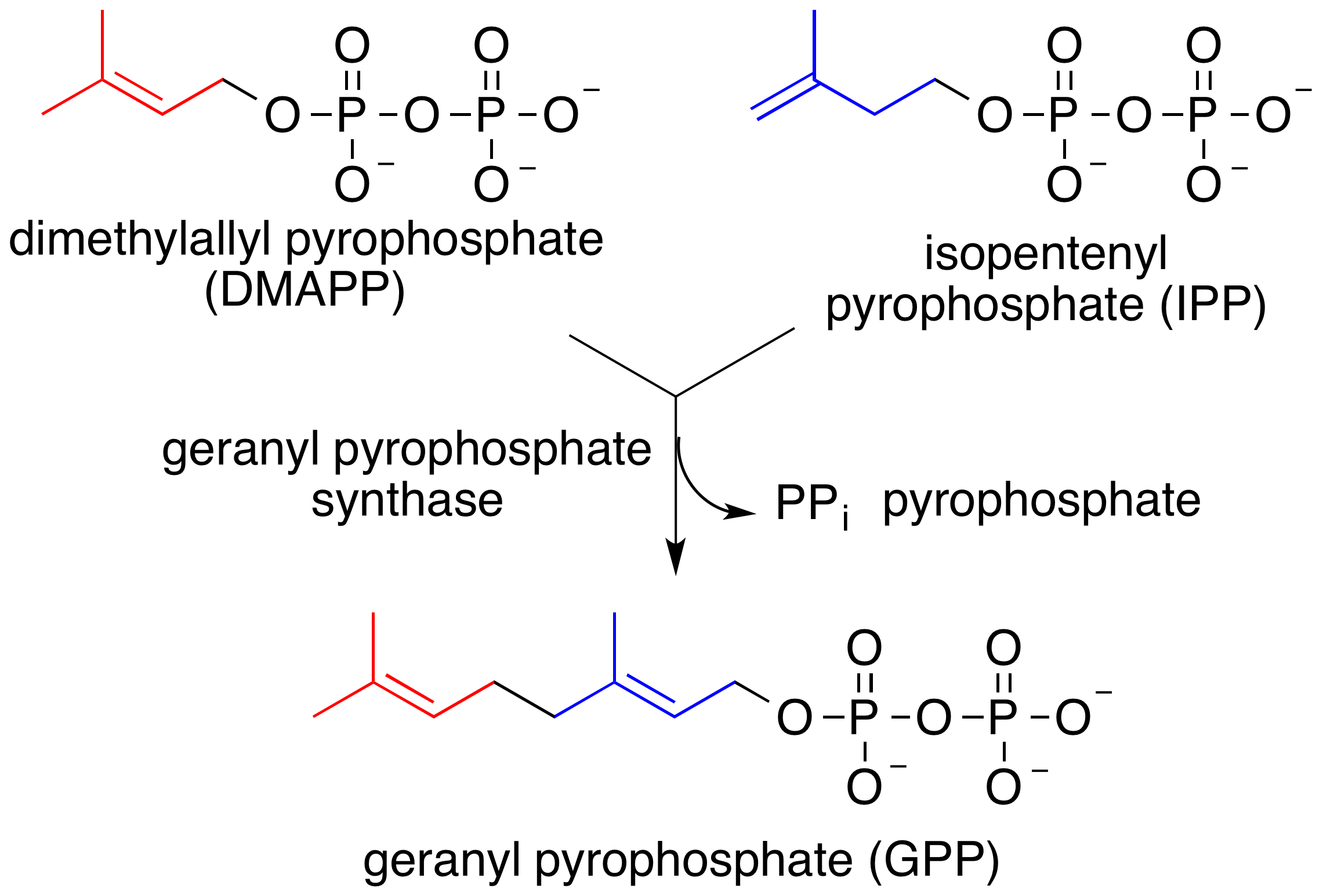
Isopentenylpyrofosfát (IPP) a dimethylallylpyrofosfát (DMAPP) kondenzují s geranylpyrofosfátsyntázou (dimethylallyltranstransferázou) za vzniku geranylpyrofosfátu (GPP) a pyrofosfátu. Uhlíkové řetězce DMAPP a IPP jsou zbarveny, aby byla zvýrazněna jejich poloha v GPP.

Geranylpyrofosfát, také nazývaný geranyldifosfát, zkráceně GPP nebo GDP, je sloučenina patřící mezi organofosfáty, součást mevalonátové dráhy, z níž se u některých organismů tvoří farnesylpyrofosfát a geranylgeranylpyrofosfát. Je prekurzorem seskviterpenů a diterpenů.